# Endorphine
Endorphine és una pel·lícula dramàtica canadenca del 2015 dirigida per André Turpin. Es va mostrar a la secció Vanguard del Festival Internacional de Cinema de Toronto de 2015. Va tenir una estrena limitada en alguns cinemes francocanadencs el 22 de gener de 2016 i es va posar a la venda el 3 de maig de 2016.

## Argument
Una jove adolescent, Simone, aprèn a sentir de nou després d'un xoc emocional. Una iteració adulta jove de Simone, que ara lluita amb una culpa obsessiva, ha d'enfrontar-se a l'assassí de la seva mare. Finalment, en la seva tercera iteració, Simone, d'uns seixanta anys, una física plena, fa una conferència sobre la naturalesa del temps. Un tríptic oníric de déjà vu.

## Repartiment
- Sophie Nélisse com a Simone de Koninck (13 anys)
  - Mylène Mackay com a Simone (25 anys)
  - Lise Roy com a Simone (60 anys)
- Monia Chokri com la mare de Simone
- Stéphane Crête com el pare de Simone
- Anne-Marie Cadieux com a hipnoterapeuta
- Guy Thauvette com el Sr. Porter

## Recepció
La cinematografia tècnica de la pel·lícula va ser elogiada, però l'estructura confusa es va descriure com a freda i sense emocions. Segons el Festival Internacional de Cinema de Toronto, la pel·lícula "és un trencaclosques cinematogràfic embriagador que entrellaça la vida de tres personatges aparentment inconnexos."